# Lasioglossum capicola
Lasioglossum capicola är en biart som först beskrevs av Cameron 1905.  Lasioglossum capicola ingår i släktet smalbin, och familjen vägbin. Inga underarter finns listade i Catalogue of Life.